# Benelli 302R
La Benelli 302R è una motocicletta prodotta a partire dal 2017 dalla casa motociclistica italiana Benelli.

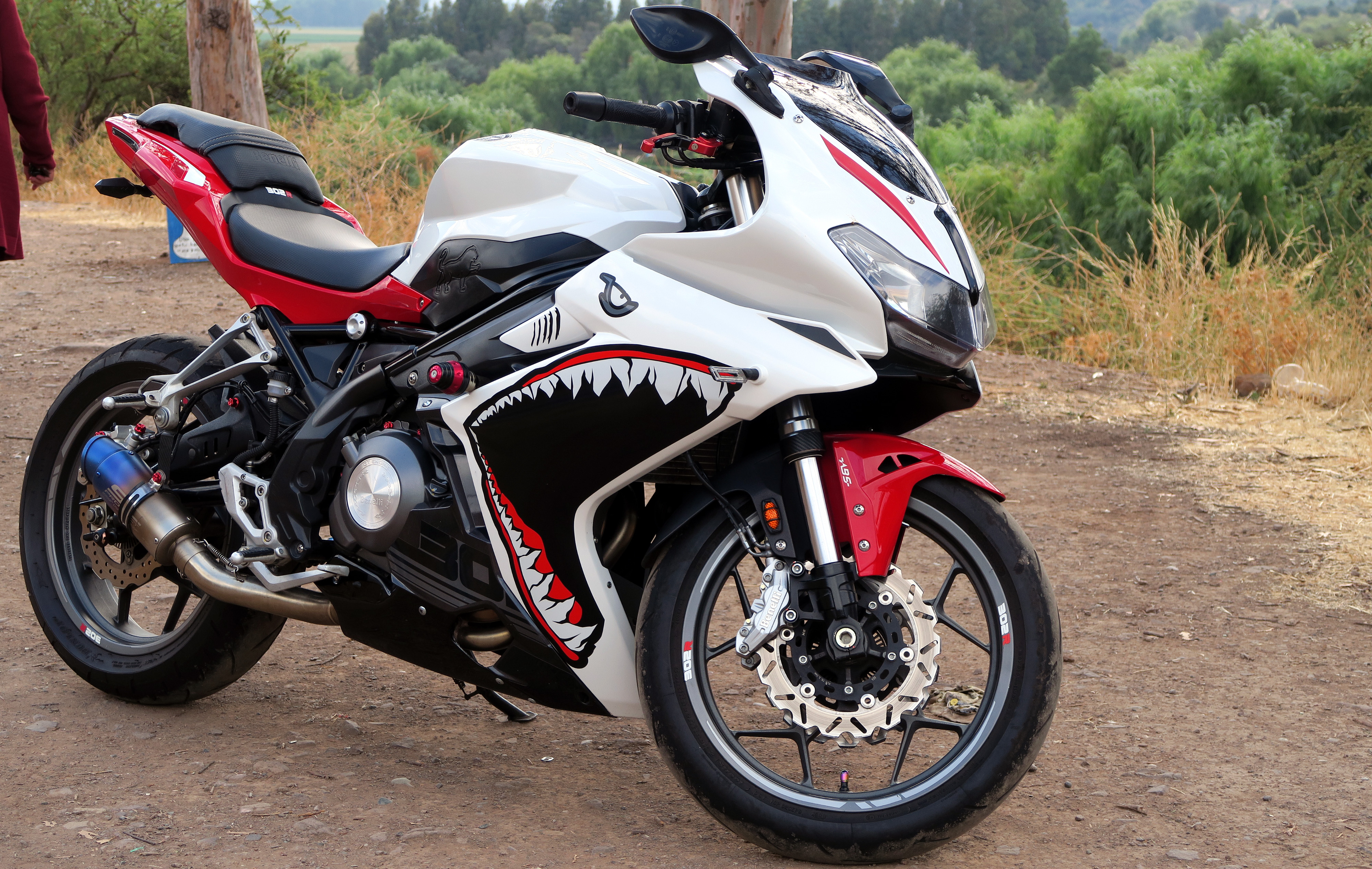

## Descrizione
La 302R è una sportiva stradale di media cilindrata, che è stata presentata in anteprima sotto forma di concept ad EICMA 2015 e successivamente in veste definitiva nel 2016.
La moto monta un motore bicilindrico parallelo a ciclo Otto a quattro tempi dalla cilindrata di 300 cm³ con raffreddamento a liquido e lubrificazione a carter umido, derivato dal quattro cilindri in linea che equipaggia la BN 600.
Il motore è dotato di un sistema ad iniezione elettronica indiretta e di un catalizzatore, venendo omologato Euro 4. Sviluppa 38 CV (28 kW) a 10000 giri/min e una coppia di 27,4 Nm a 9000 giri. La trasmissione adotta una frizione a bagno d’olio, coadiuvata da un cambio a 6 velocità avente trasmissione finale a catena. La distribuzione è affidata a quattro valvole in testa per cilindro per in totale di 8, comandate da un due alberi a camme.
La moto viene costruita attorno ad un telaio in traliccio di tubi d'acciaio. All'anteriore ha una forcella a steli rovesciati upside-down con steli da 41 millimetri con cerchi in lega da 17 pollici che calzano uno pneumatico 110/80. Al posteriore è presente un forcellone a due bracci con ammortizzatore centrale regolabile e uno pneumatico 150/60 con cerchio da 17 pollici. L'impianto frenante è costituito da doppio disco flottante di 260 mm con pinza a 4 pistoncini e ABS all'anteriore, mentre al posteriore è presente in disco singolo da 240 mm con pinza flottante mono pistoncino.
La velocità massima si attesta a circa 170 km/h.
Nel 2020 è stata presentata una versione speciale in edizione limitata per il solo mercato cinese. Nella primavera 2021 in Asia è stata presentata la seconda generazione, caratterizzata da un motore con potenza e peso inferiore.